# Seefestung Imperator Peter der Große

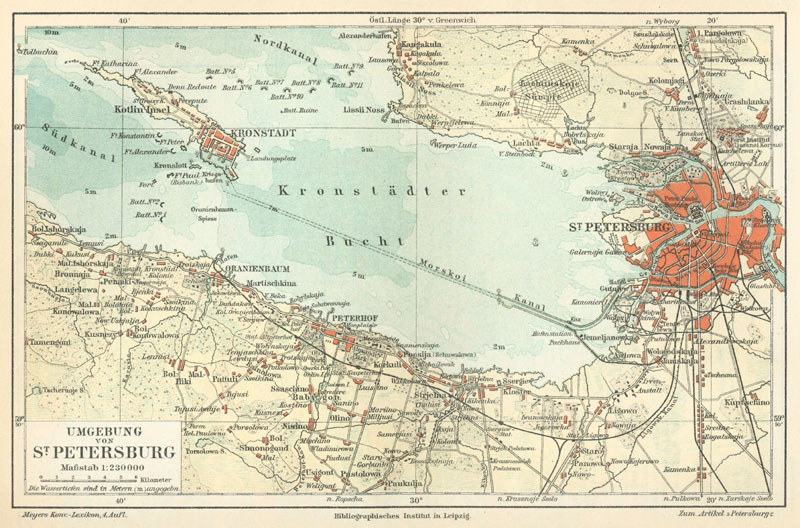
Karte von Sankt Petersburg, 1888

Die Seefestung Imperator Peter der Große (russisch Морская крепость Императора Петра Великого) ist eine zu Beginn des 20. Jahrhunderts erbaute Küstenbefestigungsanlage am und im Finnischen Meerbusen westlich von Sankt Petersburg. Wegen Ausbruch des Ersten Weltkriegs nicht fertiggestellt, befinden sich große Teile der Anlage heute auf den Territorien Finnlands und Estlands.

## Hintergrund
Nach der Niederlage Russlands im Russisch-Japanischen Krieg 1905 war die damalige russische Hauptstadt weitgehend schutzlos, da der Großteil der Baltischen Flotte, die als Zweites russisches Pazifikgeschwader zum Entsatz des in Port Arthur eingeschlossenen Ersten russischen Pazifikgeschwaders in den Fernen Osten beordert worden war, in der Seeschlacht bei Tsushima verloren ging. Durch eine tiefgestaffelte Verteidigung im Finnischen Meerbusen sollte feindlichen Seestreitkräften der Zugriff auf Sankt Petersburg verwehrt werden. Erste Pläne wurden 1907 ausgearbeitet. Der russische Zar Nikolaus II. (russisch Николай II) bestätigte die Planungen am 5. Juli 1912. Die Arbeiten begannen kurze Zeit später.

## Anlage

Lage der Festung, Skizze

Die Seefestung bestand aus vier konzentrisch angeordneten Verteidigungsringen. Kernstück der Anlage waren befestigte Stellungen großkalibriger Küstengeschütze, die in ihrer Wirkung durch Minenfelder und Stellungen leichterer Artillerie unterstützt wurden. Die Befestigungsanlagen um die Hauptstadt des damals mit Russland in Personalunion verbundenen Großfürstentums Finnland Helsinki sowie weitere Befestigungsanlagen an der Küste flankierten die Seefestung.
Der innere Verteidigungsring zog sich vom Fort Krasnaja Gorka (форт Красная Горка – Roter Hügel) bei Oranienbaum über die Insel Kotlin mit Kronstadt mit dem Fort Konstantin bis nach Fort Ino (форт «Ино» bzw. форт Николаевский) am finnischen Ufer. Die rechte Flanke wurde durch die Küstenbefestigungen von Wyborg (russisch Выборг; finnisch Viipuri) geschützt.
Die zweite Verteidigungslinie zog sich von Narva bis nach Kotka.
Der dritte Verteidigungsring, die sogenannte Zentrale Position, begann in Reval und führte bis zur westlich von Helsinki gelegenen Halbinsel Porkkala. Diese Linie war die Hauptverteidigungsstellung. Flankiert wurde sie von den see- und landseitigen Befestigungen der Festung Sveaborg (Крепость Свеаборг). Parallel sollte Reval zum Hauptkriegshafen ausgebaut werden – während der bis dato bevorzuge Hafen Libau (siehe auch: Karosta) und auch der Nebenhafen Dünamünde aufgegeben und zu vorgeschobenen Häfen zurückgestuft wurden.
Die vierte, äußere Linie, als Vordere Stellung bezeichnet, begann auf der Insel Hiiumaa und zog sich über den Finnischen Meerbusen bis zur Halbinsel Hanko.
Weiter westlich waren die Küstenbefestigungen auf den Åland-Inseln an der rechten Flanke und der Insel Saaremaa an der linken Flanke vorgelagert.
Die Geschützstellungen wurden an den Ufern des Finnischen Meerbusen und auf zahlreichen kleinen Inseln eingerichtet. Ihre Position war so gewählt, dass sich die Feuerbereiche überschnitten und die Geschütze die Passage durch den Meerbusen sperren konnten. Besonders deutlich wurde das am dritten Verteidigungsring, der an der schmalsten, nur 36 km breiten Stelle des Meerbusens errichtet wurde. Dort, wo die Reichweite der Geschütze nicht ausreichte, wurden zwischen den Feuerbereichen zusätzliche Minenfelder angelegt.

## Bewaffnung

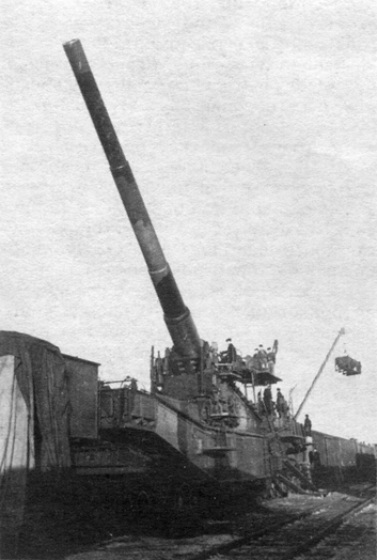
TM-1-14

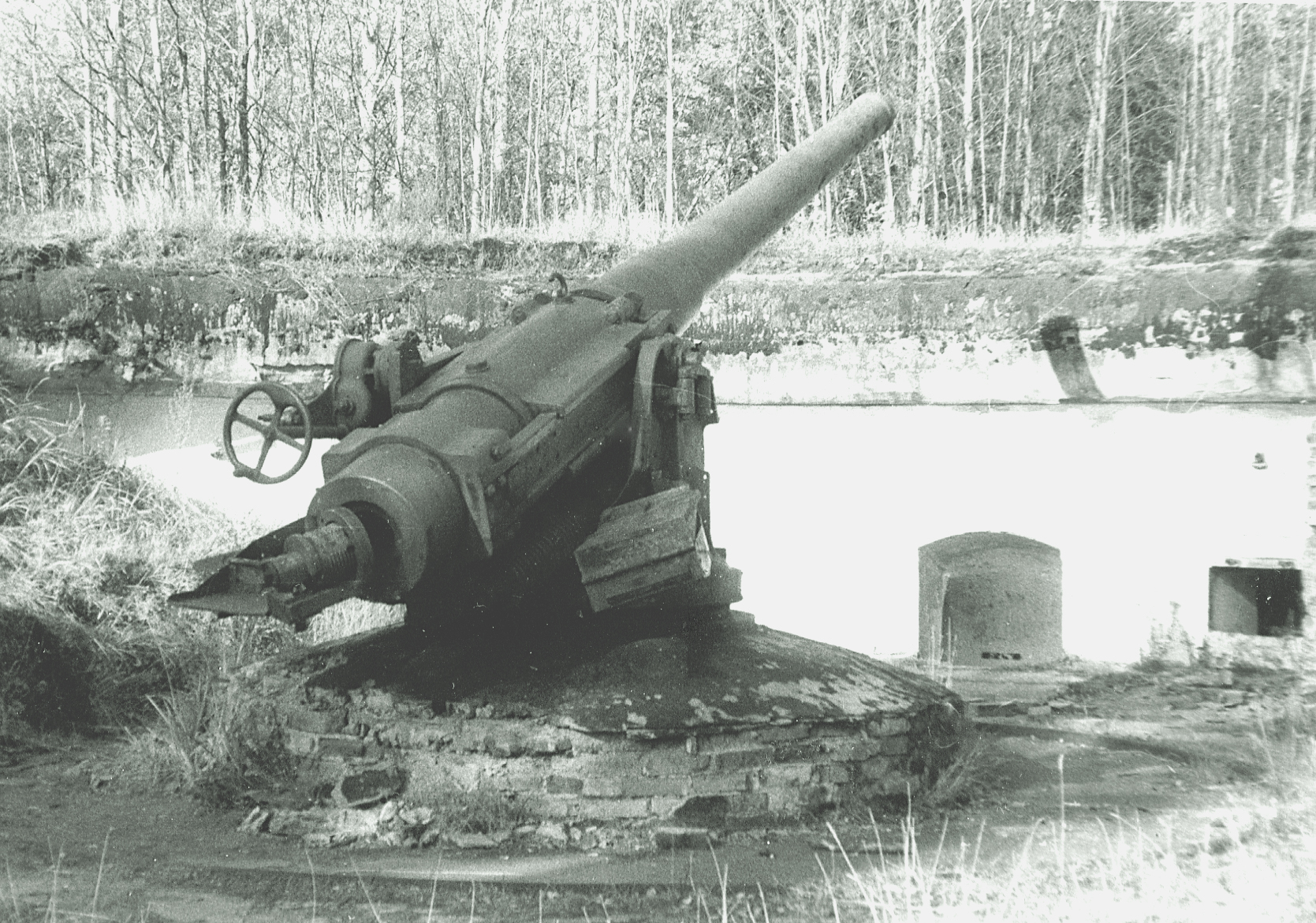
152-mm-L/45-Kanone M1892 in Krasnaja Gorka

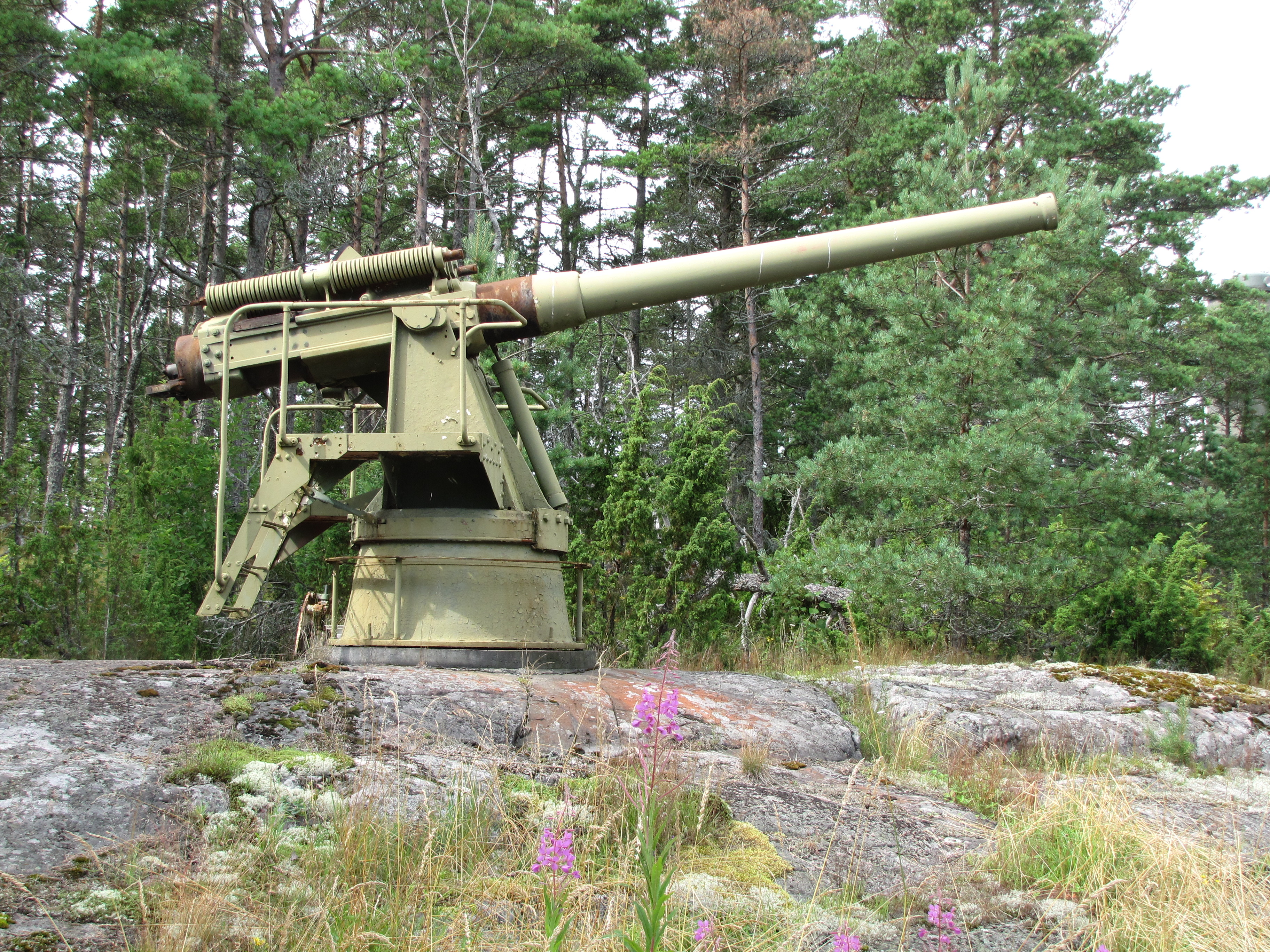
120-mm-L/45-Kanone M1892

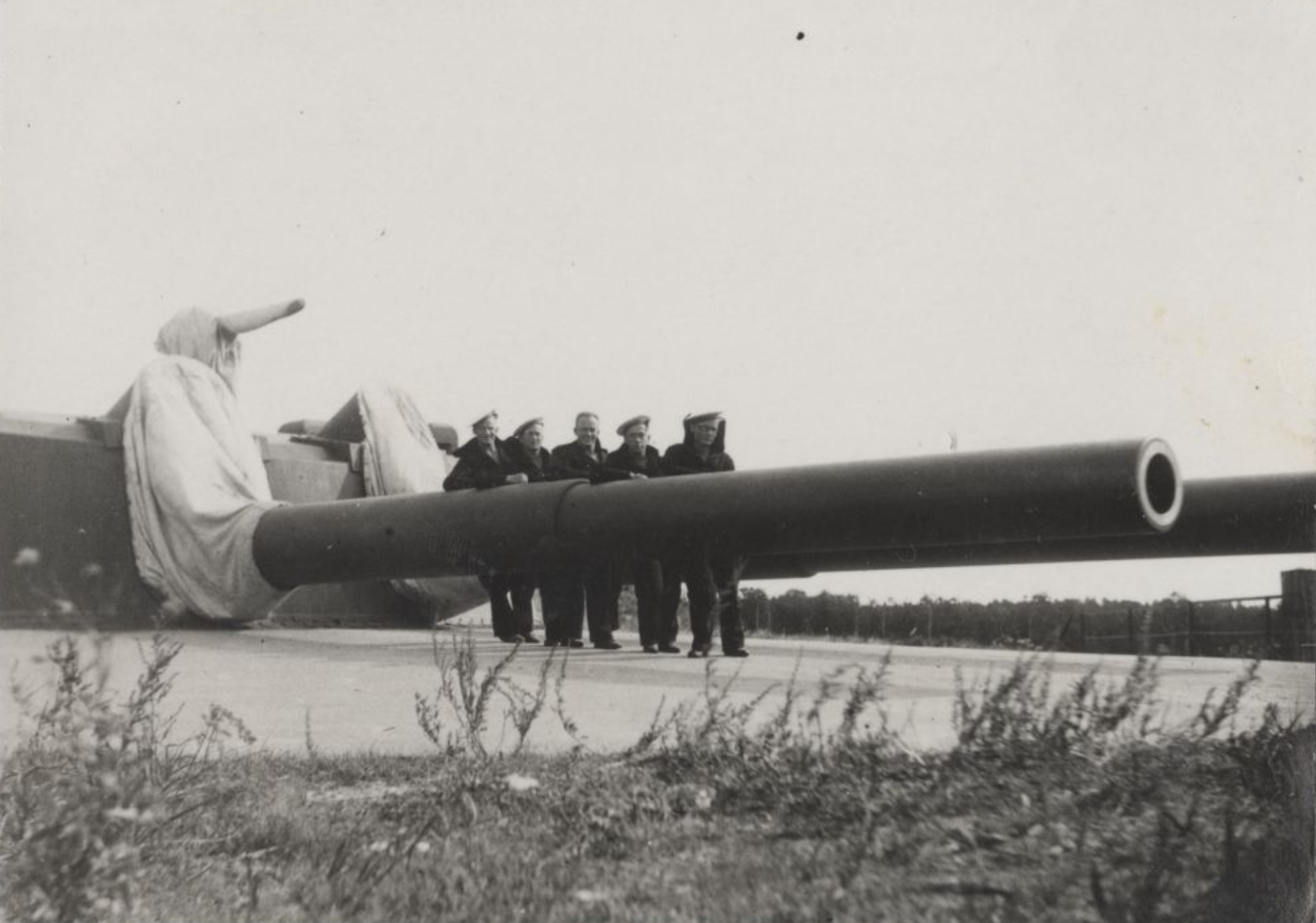
MB-2-12 der Küstenbatterie auf der Insel Aegna 1934

Kernstück der Anlage bildeten die Stellungen für großkalibrige Geschütze. Für die seinerzeitig größten russischen Schiffsgeschütze, die 305-mm-L/52-Kanone M1907 und die 356-mm-L/52-Kanone M1913, wurden Varianten für die Küstenverteidigung entwickelt. Die Geschütze selbst blieben weitgehend unverändert, durch eine Vergrößerung der Pulverkammer konnten zudem größere Reichweiten erzielt werden. Verbaut wurden letztlich nur die 12 Zoll Geschütze (das 14 Zoll Geschütz kam aufgrund des Kriegsendes nicht mehr zum Einbau). Installiert wurden die Geschütze in Zwillingstürmen (MB-2-12), die konstruktiv den auf den neuen russischen Schlachtschiffen verwendeten Türmen entsprachen und in halbgedeckten Einzellafetten. Diese Geschütze wurden zusammen mit den Hilfsanlagen, Beobachtungs- und Feuerleitpunkten in festen, verbunkerten Stellungen stationiert. Nach dem Ersten Weltkrieg wurden aus dem Geschütz auch ein Eisenbahngeschütz entwickelt. Die Variante der 305-mm-Kanone erhielt die Bezeichnung TM-3-12.
Kleinere Kaliber wurden bevorzugt in offenen Stellungen, teilweise aber auch in Kasematten, aufgestellt.
Unter anderem kamen zum Einsatz:
- Fort Ino
  - 4 × 305-mm-L/52-Kanone M1907 in offener Barbette
  - 4 × 305-mm-L/52-Kanone M1907 in zwei Zwillingstürmen MB-2-12
  - 8 × 280-mm-Haubitzen
  - 8 × 254-mm-L/45-Kanone M1891
  - 4 × 152-mm-L/45-Canet-Gschütze

- Fort Konstantin

?
- Fort Krasnaja Gorka
  - 4 × 305-mm-L/52-Kanone M1907 in offener Barbette
  - 4 × 305-mm-L/52-Kanone M1907 in zwei Zwillingstürmen MB-2-12
  - 8 × 280-mm-Haubitzen
  - 8 × 254-mm-L/45-Kanone M1891
  - 36 × 152-mm-L/45-Canet-Geschütze

- Mäkiluoto:
  - 4 × 203-mm-L/50-Kanone M1905

- Naissaar:
  - 4 × 305-mm-L/52-Kanone M1907
  - 4 × 234-mm-L/50-Kanone M1908
  - 4 × 203-mm-L/50-Kanone M1905
  - 4 × 152-mm-L/45-Kanone M1892
  - 4 × 120-mm-L/50-Kanone M1905

- Aegna:
  - 4 × 305-mm-L/52-Kanone M1907

- Viimsi:
  - 4 × 120-mm-L/50-Kanone M1905

- Suurupi:
  - 4 × 234-mm-L/50-Kanone M1908

- Kakumägi
  - 4 × 120-mm-L/50-Kanone M1905

- Kap Tachkona auf Dagö
  - 4 × 305-mm-L/52-Kanone M1907

- Kap Zerel auf Halbinsel Sworbe auf Ösel
  - 4 × 305-mm-L/52-Kanone M1907

- Woi auf Moon
  - 5 × 254-mm-L/45-Kanone M1891

## Verwendung
Beim Ausscheiden Russlands aus dem Krieg 1917 war die Festung noch nicht fertiggestellt und noch nicht alle Werke bemannt. Seit Kriegsbeginn wurde sukzessive an einer Verstärkung gearbeitet und das Vorfeld der Festung bis auf die Linie Aland-Inseln – Ösel – Rigaischer Meerbusen vorverlegt. Die Stellungen um den Rigaischen Meerbusen sowie Ösel und Dagö wurden bereits im Herbst 1917 während des Unternehmen Albion durch deutsche Truppen erobert. Nach der Entlassung Finnlands in die Unabhängigkeit und der Abspaltung Estlands 1918 befanden sich Teile der Festung und damit auch die dort vorhandenen Waffen in finnischem bzw. estnischen Besitz. Stellungen auf dem nunmehr finnischen Ufer wurden 1918 von Truppen der Ostsee-Division unter Führung des deutschen Generals von der Goltz eingenommen. Während dieser Zeit wurden zahlreiche Geschütze, vor allem kleineren Kalibers, von den jeweiligen Besitzern aus den Stellungen entfernt oder unbrauchbar gemacht. Nach dem Ende des Russischen Bürgerkrieges befanden sich nur noch die unmittelbar vor Petrograd gelegenen Stellungen des inneren Ringes in der Hand der Sowjets. Die Lage hatte sich für die sowjetische Marine in das Gegenteil verkehrt. Durch den Besitz der Stellungen konnten Finnland und Estland Sankt Petersburg blockieren und der Baltischen Flotte den Zugang zur Ostsee verwehren. In den 1930er-Jahren unternahmen die beiden Staaten im Rahmen der Estnisch-Finnischen Verteidigungskooperation beträchtliche Anstrengungen zum Ausbau der Festung. Die Sperrwirkung wurde durch zusätzliche Minensperren und U-Boote verstärkt.
Infolge des Winterkrieges und der sowjetischen Besetzung des Baltikums fielen die Stellungen wieder in sowjetische Hand, im Fortsetzungskrieg und nach dem deutschen Angriff auf die Sowjetunion gingen sie jedoch wieder verloren. Während dieser kriegerischen Auseinandersetzungen kam es zu Zerstörungen und zum Wiederaufbau der Stellungen und einzelner Batterien. Nach dem Ende des Zweiten Weltkrieges blieb das Baltikum bis 1991 ein Teil der Sowjetunion, während Finnland einen Teil der Stützpunkte infolge des verlorenen Fortsetzungskrieges an die Sowjetunion verpachten musste. Diese Stützpunkte wurden jedoch bereits 1956 wieder an Finnland zurückgegeben, da mittlerweile Kaliningrad Hauptstützpunkt der Baltischen Rotbannerflotte geworden war. Teilweise wurden Stellungen der Festung von Finnland bis in die 1970er-Jahre genutzt.